# هيتمان: كونتراكتز
هيتمان: كونتراكتز (بالإنجليزية: Hitman: Contracts)‏ هي لعبة من نوع لعبة التسلل ، تصويب منظور الشخص الأول ، تصويب منظور الشخص الثالث . صدرت في عام 2004 و هي متوفرة لـ ويندوز ، بلاي ستيشن 2 ، إكس بوكس ، و هي من تطوير آي أو إنتراكتيف و نشر شركة إيدوس إنترأكتيف.

## روابط خارجية
- هيتمان: كونتراكتز على موقع IMDb (الإنجليزية)
- هيتمان: كونتراكتز على موقع أول موفي (الإنجليزية)